# Arturo Porro
Arturo Porro ili punim imenom Arturo I. Porro Canavero  (Montevideo, 13. listopada 1919.) umirovljeni je urugvajski športski strijelac.
Nastupio je na Olimpijskim igrama 1968. u Ciudad de Méxicu. Natjecao se u disciplini trap. Na kraju natjecanja osvojio je 50. mjesto osvojivši 171 bod. Bio je jedini Urugvajac koji se natjecao u toj disciplini.